# 布蘭登角 (加利福尼亞州)
布蘭登角（英語：Brandon Corner）是位於美國加利福尼亞州埃爾多拉多縣的一個非建制地區。該地的面積和人口皆未知。

## 地理
布蘭登角的座標為38°35′09″N 120°56′04″W / 38.58583°N 120.93444°W，而該地的平均海拔高度為228米（即748英尺）。